# تییستو
تَیس میخیل فِروِسْت (زاده ۱۷ ژانویه ۱۹۶۹)، با نام هنری تییستو، دی‌جی و تهیّه‌کنندهٔ موسیقی هلندی است. در سال ۲۰۱۳، او توسط خوانندگان مجله دی‌جی به‌عنوان بهترین دی‌جی ۲۰ سال اخیر انتخاب شد. او توسط بسیاری از منابع، "پدرخوانده موسیقی رقص الکترونیک" شناخته می‌شود.
تییستو در سال ۱۹۹۷ لیبل موسیقی "بلک هول رکوردینگز" را راه‌اندازی کرد و سری سی‌دی های خود، به‌نام "مجیک" و "در جستجوی طلوع خورشید" را در آن پخش کرد.
بین سال‌های ۱۹۹۸ تا ۲۰۰۰، او تحت نام گوریلا با فری کورستن همکاری کرد. ریمیکس او از آهنگ "سکوت" از دلریوم، گوش شنوندگان عامه بیشتری را به او جلب کرد. در سال ۲۰۰۱، او نخستین آلبوم انفرادی خود به‌نام "In My Memory"، را منتشر کرد که او را در مسیری حرفه‌ای تری قرار داد. تییستو توانسته است رتبه نخست فهرست ۱۰۰ دی‌جی برتر سال مجله دی‌جی را بین سال‌های ۲۰۰۲ تا ۲۰۰۴، برای ۳ سال متوالی کسب کند.
خیلی از انتشار دومین آلبوم استودیویی‌اش به‌نام "Just Be" نمی‌گذشت که او فرصت اجرای زنده در مراسم افتتاحیه المپیک ۲۰۰۴ آتن را پیدا کرد و به اولین دی‌جی ای بدل شد که در یک مراسم المپیک اجرای زنده می‌کند.

## آلبوم‌شناسی
آلبوم‌های استودیویی:
- In My Memory (۲۰۰۱)
- Just Be (۲۰۰۴)
- Elements Of Life (۲۰۰۷)
- Kaleidoscope (۲۰۰۹)
- A Town Called Paradise (۲۰۱۴)
- The London Sessions (۲۰۲۰)
- Drive (۲۰۲۳)